# Габрче
Габрче (словен. Gabrče) — поселення в общині Дівача, Регіон Обално-крашка, Словенія. Висота над рівнем моря: 577,6 м.